# Kongelige svenske kancelli
Kongelige svenske kancelli (på svensk Kunglig Majestät eller Kungl. Maj:t) var i Sverige efter vedtagelsen af 1809-grundloven (1809–1974) det statsorgan, der traf bindende beslutninger i Kongens navn.
Oftest henviste det til den udøvende regeringsmagt (også benævnt som Kongen i Statsrådet eller bare Kongen), men omfattede også den højeste dømmende magt: Högsta domstolen og Regeringsrätten. Dommene blev afsagt af justitsråden i Kongens navn. Over tid blev Kongens deltagelse i begge instanser gradvist formindsket fra en reel magtposition til en de facto ceremoniel deltagelse.
I officiel betydning var det i 1809-grundloven, Kongen (eller i dennes fravær tronfølgeren) der underskrev alle beslutninger i regeringsspørgsmål, efter at Kongens udpegede rådgiver (kabinetsministeren) forelagde sager for ham i et konselj. Beslutningerne blev kontrasigneret af en minister, normalt ordføreren for den politiske sag. Det Kongelige svenske kancelli blev afskaffet ved 1974-grundloven, og bemyndigelsen som beslutningstager overførtes til den siddende regering.

## Historie
Før oprettelsen af Kongelige svenske kancelli eksisterede fra 1626-1801 Kancellikollegiet. Det var et statsorgan, der sammen med Kongen fungerede som udøvende magt i Sverige fra 1626 til 1801.
Det svenske begreb "Kunglig Majestät" kan føres tilbage til 1500-talet, hvor Erik 14. antog titlen "Majestæt" i lighed med regenterne af Danmark, Frankrig, England (med flere) på samme tid. Det var oprindeligt en titel som den tysk-romersk kejser havde, og som kan føres tilbage til den romerske kejsers titel. Ordet majestæt kommer af latin og betyder "storhed" (Maiestas, bøjes Maiestat). "Kunglig" blev tilføjet for at skelne den kongelige majestætstitel fra den kejserlige.
"Kunglig Majestät" omtales ofte i 1719-grundloven, 1720-grundloven og 1772-grundloven som benævnelser på Kongen og Kongemagten. I 1809-grundloven nævnes organet kun i indledningen, under præsentationen af navnet i den juridiske tekst, men blev ofte brugt i andre lovtekster og dokumenter som betegnelse for Kongemagten, så længe denne regeringsform var i kraft.
Kancelliets navn blev nedfældet i alle afgørelser og dokumenter udstedt af Kongen i statsrådet samt i alle afgørelser og domme udstedt af Högsta domstolen, der i løbet af denne tid blev anset som organ for udøvelsen af kongens jurisdiktion (1809 års RF § 17), ligesom navnet optrådte i udkast fra Regeringsrätten og Kammarrätten (men kun i de tilfælde, hvor Kammarrätten var sidste retsinstans). Dette var et levn fra det gamle svenske Rigsråd, hvoraf én af afdelingerne, Justitierevisionen, havde fungeret som højesteret i retsvæsenet siden middelalderen med mindre justeringer i løbet af 1600-tallet. Gustav III afskaffede det gamle råd i 1789 og gav Högsta domstolen bemyndigelsen i stedet.